# Melinoides contacta
Melinoides contacta là một loài bướm đêm trong họ Geometridae.